# Nyugati Front (szovjet katonai egység)
A második világháború során a Nyugati Front (oroszul Западный фронт) a szovjet Vörös Hadsereg hadseregcsoport szintű katonai magasabbegysége volt.

## Története
A frontot a Szovjetunió elleni német támadás napján, 1941. június 22-én hozták létre, a Nyugati Különleges Katonai Körzet állományába tartozó alakulatokból (a katonai körzet neve 1940 előtt Belorusz Katonai Körzet volt). A front első parancsnoka Dmitrij Pavlov hadseregtábornok (korábban a katonai körzet parancsnoka) volt.
A front 1941. júniusában egy 470 km hosszú arcvonal védelméért volt felelős, amely északon a litván határtól délen a Pripjaty-mocsarakig és Włodawa városig húzódott. Északon az Északnyugati Fronttal, délen pedig a Délnyugati Fronttal volt határos.
Az 1939-ben aláírt Molotov–Ribbentrop-paktum értelmében a Szovjetunió is megtámadta Lengyelországot 1939. szeptemberében és elfoglalta a számára előirányzott területeket. Azonban az elfoglalt területeken nem voltak kiépített védelmi állások, erődítmények, illetve Białystok központtal egy hatalmas kiszögellés jött létre, amely a Barbarossa hadművelet tervezése során a német páncélos erők egyik kiemelt célpontja lett. A Nyugati Fronttal szemben a német Közép Hadseregcsoport erői helyezkedtek el - ez volt a három német hadseregcsoport közül a legütőképesebb két páncélos hadseregével.

### 1941
A Nyugati Front erői a Białystok környéki kiszögellésben vettek fel (egyesek szerint védelmi, mások szerint támadó) pozíciókat 1941 júniusában. A 10. hadsereg, amelyet a 6. és 13. gépesített hadosztály támogatott, védte a kiszögellés csúcsát. A 4. hadsereg, amelyet a 14. gépesített hadtest támogatott, védte a breszt-litovszki erődöt. A 3. hadsereg, amelyet a 11. gépesített hadtest támogatott, a Grodno megerősített körlet védelméért volt felelős. A 13. hadsereg törzse, a 20. gépesített és a 4. légiszállítású hadtest Minszk környékén volt tartalékban, a 17. gépesített hadtest pedig valamivel keletebbre, Szlonim környékén állomásozott.
A június 22-én meginduló légitámadások során a front elvesztette harckocsijainak és repülőgépeinek nagy részét. A csapatokat közvetlenül a front mellé telepítették és az érvényben lévő utasítások alapján nem is vonulhattak vissza - nem voltak mélységben kialakított védelmi állások sem. A német támadás fő csapása Białystoktól északra és délre következett be. Június 24-én a szovjet felső vezetés sürgetésére a front alakulatainak megparancsolták, hogy indítsanak ellentámadást a németek ellen és szorítsák ki a Szovjetunió területéről. Az ellentámadás súlyos kudarcot vallott, a légi fedezet nélkül maradt csapatokat folyamatos légitámadások morzsolták fel, mielőtt még elérték volna a frontvonalat. A 6. lovashadtest olyan súlyos veszteségeket szenvedett menet közben, hogy a frontra érve nem tudott támadó alakzatba felfejlődni. A Luftwaffe egyik pilótája így írta le a légitámadások hatását:

„Az utakon rengeteg orosz járművet találtunk, lényegében vadászfedezet nélkül és csak minimális légvédelmi tüzérséggel. Egymás után csaptunk le és szörnyű pusztítást vittünk véghez a földön. Szó szerint minden lángokban állt, amikor visszafordultunk a támaszpont felé.”

– Hermann Neuhoff, a Jagdgeschwader 53 pilótája

Az ellentámadás lényegében másnapra, június 25-re kifulladt, majd a 3. és 4. német páncélos hadseregek június 27-ére teljesen áttörték a szovjet vonalakat és Minszk irányába nyomultak előre, ezeket követték a német 4. és 9. hadseregek. A német bekerítő hadművelet eredményeként a szovjet 3., 10. és 13. hadseregek (összesen 20 hadosztály) esett csapdába, míg a 4. hadsereg megmaradt erői a Berezina folyó felé vonultak vissza. Június 28-án a német 4. és 9. hadseregek erői kettévágták a nagy katlant és két kisebb bekerítést hoztak létre és felszámolták azokat. Eddigre a Nyugati Front 625 000 fős személyi állományából 420 000 fő halottat és sebesültet veszített.
A front parancsnokát, Pavlov tábornokot és törzsét a sokkoló veszteségek miatt június 29-én visszarendelték Moszkvába, ahol 30-án letartóztatták és perbe fogták. Az 1941. július 22-én született ítélet értelmében Pavlovot gyávaság, vezetési hibák, a parancsnoki rendszer felbomlása, a hadsereg eszközeinek és pozícióinak feladása, kötelességmulasztás tekintetében bűnösnek találták és halálra ítélték. Pavlovot még aznap megfosztották vagyonától és katonai rangjától, agyonlőtték és Moszkva mellett eltemették (1956-ban rehabilitálták). Pavlov mellett vezérkari főnöke, V. E. Klimovszkijt, A. T. Grigorjevet és A. A. Korobkov tábornokokat végezték ki.
A front parancsnokságát rövid időre Andrej Ivanovics Jerjomenko hadseregtábornok vette át Pavlov után, mielőtt személyesen Szemjon Tyimosenko honvédelmi népbiztos vette kézbe a parancsnokságot júliustól szeptemberig. A gyakori parancsnokváltások és a hatalmas veszteségek ellenére a front erőinek sikerült lelassítani a német előrenyomulást, és két hónapig sikeresen védték Szmolenszket.
1941. október 10-én Zsukov marsall vette át a front parancsnokságát, amelynek állományába beolvasztották a korábbi Tartalék Front (a szovjet főparancsnokság alárendeltségébe tartozó harcászati tartalék erők) alakulatait - a súlyos veszteségek miatt csak mintegy 90 000 főt: a Rokosszovszkij parancsnoksága alatt álló 16. hadsereget, az L.A. Govorov parancsnoksága alá tartozó 5. hadsereget, K. D. Golubjev parancsnoksága alatt a 43. hadsereget és az augusztusban létrehozott 49. hadsereget.
Az 1941 októberében Moszkva ellen induló támadás során a front erőit egészen Moszkváig szorították vissza és csak a december 5-én indított orosz ellentámadás révén tudták felmenteni a szovjet fővárost.

### 1942
1942 során a front erő részt vettek a Közép Hadseregcsoport ellen vívott igen heves harcokban. A Rzsev menti csaták néven ismert, 1941. január - július közötti támadó hadműveletek sorozata eredményeként Kalinyini Fronttal együttműködésben a német csapatokat végleg visszaszorították Moszkva alól és visszafoglalták a szmolenszki és kalinyini körzetek nagy részét. A július 30-án indított Rzsev–Szicsovka támadó hadművelet révén augusztus végére a Volga bal partjáról teljesen kiszorították a német csapatokat.

### 1943
1943 közepéig a Nyugati Front területén nem került sor nagyobb hadműveletre - az 1942–1943 telén zajló szovjet téli hadjárat során a szovjetek 120 km mélységben és 190 km szélességben kiszögellést alakítottak ki Kurszk városa körül, és a front ezen a vonalon stabilizálódott. Az 1943 júliusában vívott kurszki csata után a front alakulatai Brjanszk és Orjol irányában indítottak támadást a Központi Front csapataival együtt. Az 1943 augusztusa és szeptembere között vívott harcok során további 200–250 km-rel vetették vissza a német csapatokat és felszabadították a szmolenszki régiót.

### 1944
1943 végén és 1944 elején a front erői ismét áttörték a német vonalakat Vityebszk irányába indított támadásaikkal és elérték a belorusz köztársaság területét.
1944. április 24-én a frontból létrehozták a 2. Belorusz és a 3. Belorusz Frontot.

## Parancsnokok
- D. G. Pavlov hadseregtábornok (1941. június 22 - 29., a határmenti harcokban elszenvedett súlyos vereséget miatt visszarendelték Moszkvába és Sztálin parancsára kivégezték)
- Andrej Ivanovics Jerjomenko hadseregtábornok (1941. június 29 - július 2, 1941. július 19 – 29.)
- Szemjon K. Tyimosenko marsall (1941. július 2 - 19., 1941. július 29 - szeptember 11.)
- I. S. Konyev altábornagy (1941 szeptemberében vezérezredessé léptették elő] (1941. szeptember 11 - október 12., 1942. augusztus 26 - 1943. február 27.)
- Georgij Zsukov marsall (1941. október 12 - 1942. augusztus 25.)
- V. D. Szokolovszkij (1943. február 27 - 1944. április 15.)
- I. D. Csernyahovszkij (1944. április 15 - 1945. február 24.

1944. április 24-én a front egységeit felosztották az újonnan létrehozott 2. és 3. Belorusz Frontok között.

## Alárendelt egységek
A háború kitörésekor az alábbi alakulatok tartoztak a Nyugati Front alárendeltségébe:
- 3. hadsereg
- 4. hadsereg
- 10. hadsereg
- A 13. hadsereg törzse

## Fordítás
- Ez a szócikk részben vagy egészben  a   Western Front (Soviet Union) című angol Wikipédia-szócikk fordításán alapul.  Az eredeti cikk szerkesztőit annak laptörténete sorolja fel. Ez a jelzés csupán a megfogalmazás eredetét és a szerzői jogokat jelzi, nem szolgál a cikkben szereplő információk forrásmegjelöléseként.